# 3,5-dimetiloctano
El 3,5-dimetiloctano es un alcano de cadena ramificada con fórmula molecular C10H22.